# 16 de agosto nos Jogos Olímpicos de Verão de 2016
16 de agosto de 2016 nos Jogos Olímpicos de Verão de 2016 será o décimo quarto dia de competições.

## Esportes
| - Atletismo - Badminton - Basquetebol - Boxe - Canoagem - Ciclismo - Futebol | - Ginástica - Halterofilismo - Handebol - Hipismo - Hóquei sobre a grama - Lutas - Nado sincronizado | - Natação - Polo aquático - Saltos ornamentais - Tênis de mesa - Vela - Voleibol - Voleibol de praia |

## Campeões do dia
| Evento                                                 | Ouro                                                               | Prata                                                                      | Bronze                                                             |
| ------------------------------------------------------ | ------------------------------------------------------------------ | -------------------------------------------------------------------------- | ------------------------------------------------------------------ |
| Maratona Aquática detalhes                             | Ferry Weertman NED Países Baixos                                   | Spiros Gianniotis GRE Grécia                                               | Marc-Antoine OLivier FRA França                                    |
| Canoagem - C-1 1000 m detalhes                         | Sebastian Brendel GER Alemanha                                     | Isaquias Queiroz BRA Brasil                                                | Serghei Tarnovschi MDA Moldávia                                    |
| Canoagem - K-2 500 m detalhes                          | Gabriella Szabo HUN Hungria Danuta Kozak HUN Hungria               | Franziska Weber GER Alemanha Tina Dietze GER Alemanha                      | Karolina Naja POL Polônia Beata Mikolajczyk POL Polônia            |
| Canoagem - K-1 200 m detalhes                          | Lisa Carrington NZL Nova Zelândia                                  | Marta Walczykiewicz POL Polônia                                            | Inna Osipenko-Rodomska AZE Azerbaijão                              |
| Atletismo - Salto Triplo detalhes                      | Christian Taylor USA Estados Unidos                                | Will Claye USA Estados Unidos                                              | Dong Bin CHN China                                                 |
| Canoagem - K-1 1000 m detalhes                         | Marcus Walz ESP Espanha                                            | Josef Dostal CZE República Checa                                           | Roman Anoshkin RUS Rússia                                          |
| Tênis de Mesa - Equipes detalhes                       | Ding Ning CHN China Liu Shiwen CHN China Li Xiaoxia CHN China      | Han Ying GER Alemanha Xiaona Shan GER Alemanha Petrissa Solja GER Alemanha | Fukuhara Ai JPN Japão Ishikawa Kasumi JPN Japão Ito Mima JPN Japão |
| Atletismo - Lançamento de disco detalhes               | Sandra Perkovic CRO Croácia                                        | Melina Robert-Michon FRA França                                            | Denia Caballero CUB Cuba                                           |
| Boxe - Até 81kg detalhes                               | Julio Cesar La Cruz CUB Cuba                                       | Adilbek Niyazymbetov KAZ Cazaquistão                                       | Mathieu Bauderlique CUB Cuba Joshua Buatsi GBR Grã-Bretanha        |
| Vela - Laser radial detalhes                           | Marit Bouwmeester NED Países Baixos                                | Annalise Murphy IRL Irlanda                                                | Anne-Marie Rindon DEN Dinamarca                                    |
| Vela - Laser detalhes                                  | Tom Burton AUS Austrália                                           | Tonci Stipanovic CRO Croácia                                               | Sam Meech NZL Nova Zelândia                                        |
| Nado Sincronizado - Duetos detalhes                    | Natalia Ishchenko RUS Rússia Svetlana Romashina RUS Rússia         | Huang Xuechen CHN China Sun Wenyan CHN China                               | Inui Yukiko JPN Japão Mitsui Risako JPN Japão                      |
| Ginástica Artística - Barras paralelas detalhes        | Oleg Verniaiev UKR Ucrânia                                         | Danell Leyva USA Estados Unidos                                            | David Belyavskiy RUS Rússia                                        |
| Vela - Finn detalhes                                   | Giles Scott GBR Grã-Bretanha                                       | Vasilij Zbogar SLO Eslovênia                                               | Caleb Paine USA Estados Unidos                                     |
| Ginástica Artística - Solo detalhes                    | Simone Biles USA Estados Unidos                                    | Alexandra Raisman USA Estados Unidos                                       | Amy Tinkler GBR Grã-Bretanha                                       |
| Vela - Nacra 17 detalhes                               | Santiago Lange ARG Argentina Cecilia Carranza Saroli ARG Argentina | Jason Waterhouse AUS Austrália Lisa Darmanin AUS Austrália                 | Thomas Zajac AUT Áustria Tanja Frank AUT Áustria                   |
| Ginástica Artística - Barra Fixa detalhes              | Fabian Hambuechen GER Alemanha                                     | Danell Layva USA Estados Unidos                                            | Nile Wilson GBR Grã-Bretanha                                       |
| Luta Olímpica - Greco-romana até 66kg detalhes         | Davor Stefanek SRB Sérvia                                          | Migran Arutyunyan ARM Armênia                                              | Shmagi Bolkvadze GEO Geórgia Rasul Chunayev AZE Azerbaijão         |
| Ciclismo de pista - Omnium detalhes                    | Laura Trott GBR Grã-Bretanha                                       | Sarah Hammer USA Estados Unidos                                            | Jolien D'Hoore BEL Bélgica                                         |
| Ciclismo de pista - Velocidade individual detalhes     | Kristina Vogel GER Alemanha                                        | Rebecca James GBR Grã-Bretanha                                             | Katy Marchant GBR Grã-Bretanha                                     |
| Saltos Ornamentais - Trampolim 3 m individual detalhes | Cao Yuan CHN China                                                 | Jack Laugher GBR Grã-Bretanha                                              | Patrick Hausding GER Alemanha                                      |
| Luta Olímpica - Greco-romana até 98kg detalhes         | Artur Aleksanyan ARM Armênia                                       | Yasmany Lugo Cabrera CUB Cuba                                              | Cenk Ildem TUR Turquia Ghasem Rezaei IRI Irã                       |
| Ciclismo de pista - Keirin detalhes                    | Jason Kenny GBR Grã-Bretanha                                       | Matthijs Buchli NED Países Baixos                                          | Azizulhasni Awang MAS Malásia                                      |
| Halterofilismo - Acima 105 kg detalhes                 | Lasha Talakhadze GEO Geórgia                                       | Gor Minasyan ARM Armênia                                                   | Irakli Turmanidze GEO Geórgia                                      |
| Boxe - Até 60kg detalhes                               | Robson Conceição BRA Brasil                                        | Sofiane Oumiha FRA França                                                  | Lazaro Alvarez CUB Cuba Otgondalai Dorjnyambuu MGL Mongólia        |
| Badminton - Duplas mistas detalhes                     | Tontowi Ahmad INA Indonésia Liliyana Natsir INA Indonésia          | Peng Soon Chan MAS Malásia Liu Ying Goh MAS Malásia                        | Zhang Nan CHN China Zhao YUnlei CHN China                          |
| Atletismo - Salto em altura detalhes                   | Derek Drouin CAN Canadá                                            | Mutaz Essa Barshim QAT Catar                                               | Bohdan Bondarenko UKR Ucrânia                                      |
| Atletismo - 1500 m detalhes                            | Faith Chepngetich Kipyegon KEN Quênia                              | Genzebe Dibaba ETH Etiópia                                                 | Jennifer Simpson USA Estados Unidos                                |
| Atletismo - 110 m com barreiras detalhes               | Omar McLeod JAM Jamaica                                            | Orlando Ortega ESP Espanha                                                 | Dimitri Bascou FRA França                                          |

## Quadro de Medalhas
| Ordem | País                | Medalha de ouro | Medalha de prata | Medalha de bronze |   |
| ----- | ------------------- | --------------- | ---------------- | ----------------- | - |
| 1     | GBR Grã-Bretanha    | 3               | 2                | 4                 | 9 |
| 2     | GER Alemanha        | 3               | 2                | 1                 | 6 |
| 3     | USA Estados Unidos  | 2               | 5                | 2                 | 9 |
| 4     | CHI Chile           | 2               | 1                | 2                 | 5 |
| 5     | NED Países Baixos   | 2               | 1                |                   | 3 |
| 6     | ARM Armênia         | 1               | 2                |                   | 3 |
| 7     | AUS Austrália       | 1               | 1                |                   | 2 |
| 7     | BRA Brasil          | 1               | 1                |                   | 2 |
| 7     | CRO Croácia         | 1               | 1                |                   | 2 |
| 7     | ESP Espanha         | 1               | 1                |                   | 2 |
| 11    | RUS Rússia          | 1               |                  | 2                 | 3 |
| 11    | GEO Geórgia         | 1               |                  | 2                 | 3 |
| 13    | NZL Nova Zelândia   | 1               |                  | 1                 | 2 |
| 13    | UKR Ucrânia         | 1               |                  | 1                 | 2 |
| 15    | ARG Argentina       | 1               |                  |                   | 1 |
| 15    | CAN Canadá          | 1               |                  |                   | 1 |
| 15    | HUN Hungria         | 1               |                  |                   | 1 |
| 15    | IND Índia           | 1               |                  |                   | 1 |
| 15    | JAM Jamaica         | 1               |                  |                   | 1 |
| 15    | KEN Quênia          | 1               |                  |                   | 1 |
| 15    | SRB Sérvia          | 1               |                  |                   | 1 |
| 22    | FRA França          |                 | 2                | 2                 | 4 |
| 23    | CUB Cuba            |                 | 1                | 2                 | 3 |
| 24    | MAS Malásia         |                 | 1                | 1                 | 2 |
| 24    | POL Polônia         |                 | 1                | 1                 | 2 |
| 26    | QAT Catar           |                 | 1                |                   | 1 |
| 26    | SLO Eslovênia       |                 | 1                |                   | 1 |
| 26    | ETH Etiópia         |                 | 1                |                   | 1 |
| 26    | GRE Grécia          |                 | 1                |                   | 1 |
| 26    | IRL Irlanda         |                 | 1                |                   | 1 |
| 26    | CZE República Checa |                 | 1                |                   | 1 |
| 32    | AZE Azerbaijão      |                 |                  | 2                 | 2 |
| 32    | JPN Japão           |                 |                  | 2                 | 2 |
| 34    | AUT Áustria         |                 |                  | 1                 | 1 |
| 34    | BEL Bélgica         |                 |                  | 1                 | 1 |
| 34    | DEN Dinamarca       |                 |                  | 1                 | 1 |
| 34    | IRI Irã             |                 |                  | 1                 | 1 |
| 34    | MDA Moldávia        |                 |                  | 1                 | 1 |
| 34    | TUR Turquia         |                 |                  | 1                 | 1 |